# Junagarh (ciutat)
Junagadh o Junagarh (hindi: जूनागढ़ Junāgaḍh, gujarati જુનાગઢ) és una ciutat i corporació municipal de Gujarat, capital del districte de Junagadh, al peu de les muntanyes Girnar. El nom vol dir "Vell Fort" i fou també coneguda com a Sorath. Està situada a 21° 31′ N, 70° 28′ E / 21.52°N,70.47°E i apareix al cens del 2001 amb una població de 168.686 habitants; la població el 1872 era de 20.025, el 1881 de 24.679 i el 1901 de 34.251 habitants.
Un antic fort, Uperkot, es troba al mig de la ciutat i fou construït originalment sota la dinastia Maurya per Chandragupta el 319 estant en ús fins al segle vi, sent redescobert el 976. Va patir 16 setges durant un període de 800 anys, i una de les vegades el setge va durar 12 anys. Una inscripció de 14 edictes d'Asoka es troba a Uperkot datades el 250 aC a les que es van afegir inscripcions fetes per Mahakshatrap Rudradaman I, el rei saka escita de Malwa, de la dinastia dels Kshatrapas Occidentals. Una altra inscripció data del 450 i parla de Skandagupta, el darrer emperador gupta. També hi ha alguna coves budistes excavades a la pedra datades vers el 500 (Coves Khapra Kodia al nord i coves Babupyana al sud).
La dinastia Maitraka va governar Gujarat del 475 al 767; la dinastia fou fundada pel general Bhatarka, governador militar de la península de Saurashtra per l'imperi gupta, que es va fer independent (vers 475). La dinastia chalukya o solanki va governar Gujarat als segles xi i xii; dos llacunes amb escales al fort d'Uperkot foren obra de Rah Navghan I (1025-1044).
Els musulmans van conquerir Gujarat el 1299; el 1407 es va formar el sultanat de Gujarat. Mahmud Begada (Mahmud Shah I) va envair Junagadh el 1467 i va annexionar la zona. Quan els portuguesos van ocupar Diu i Daman els otomans van abandonar al fort d'Uperkot un gran canó fet a Egipte que encara es conserva.
Després de pertànyer a l'Imperi Mogol es va fer independent el 1735 o 1748 segons les fonts, sota la dinastia Babi, que el 1807 va quedar sota protectorat britànic. Vegeu Junagarh

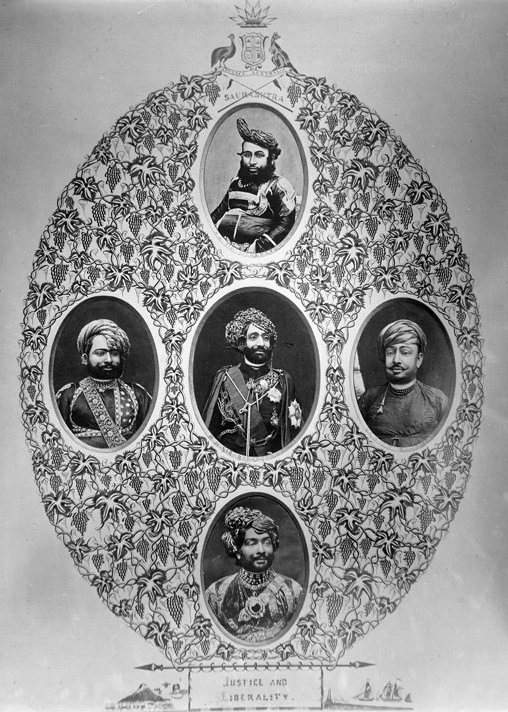
Nawabs de Junagadh Nawabs i oficials

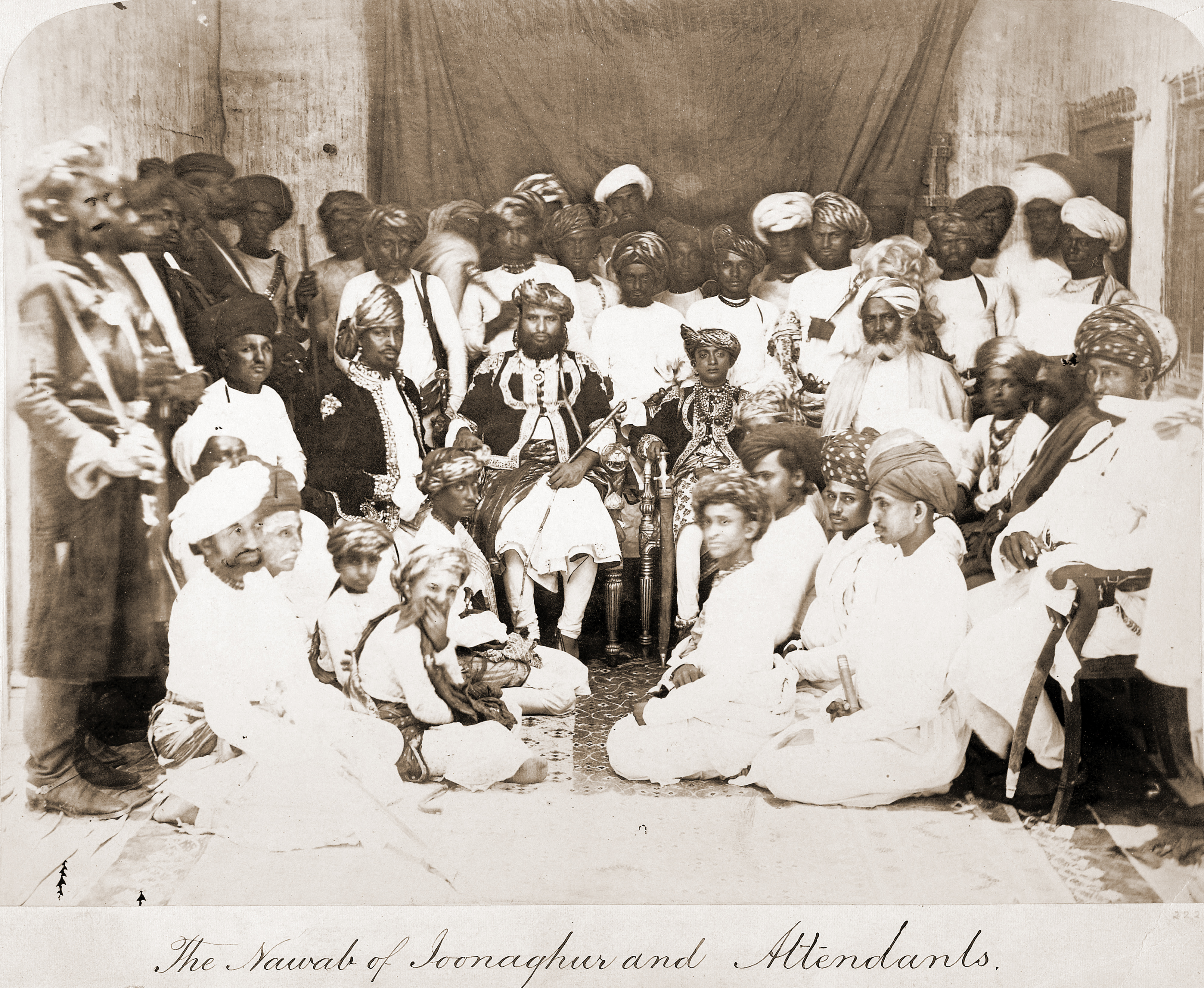
cMohammad Mahabat Khanji II amb el jove Mohammad Bahadur Khanji III
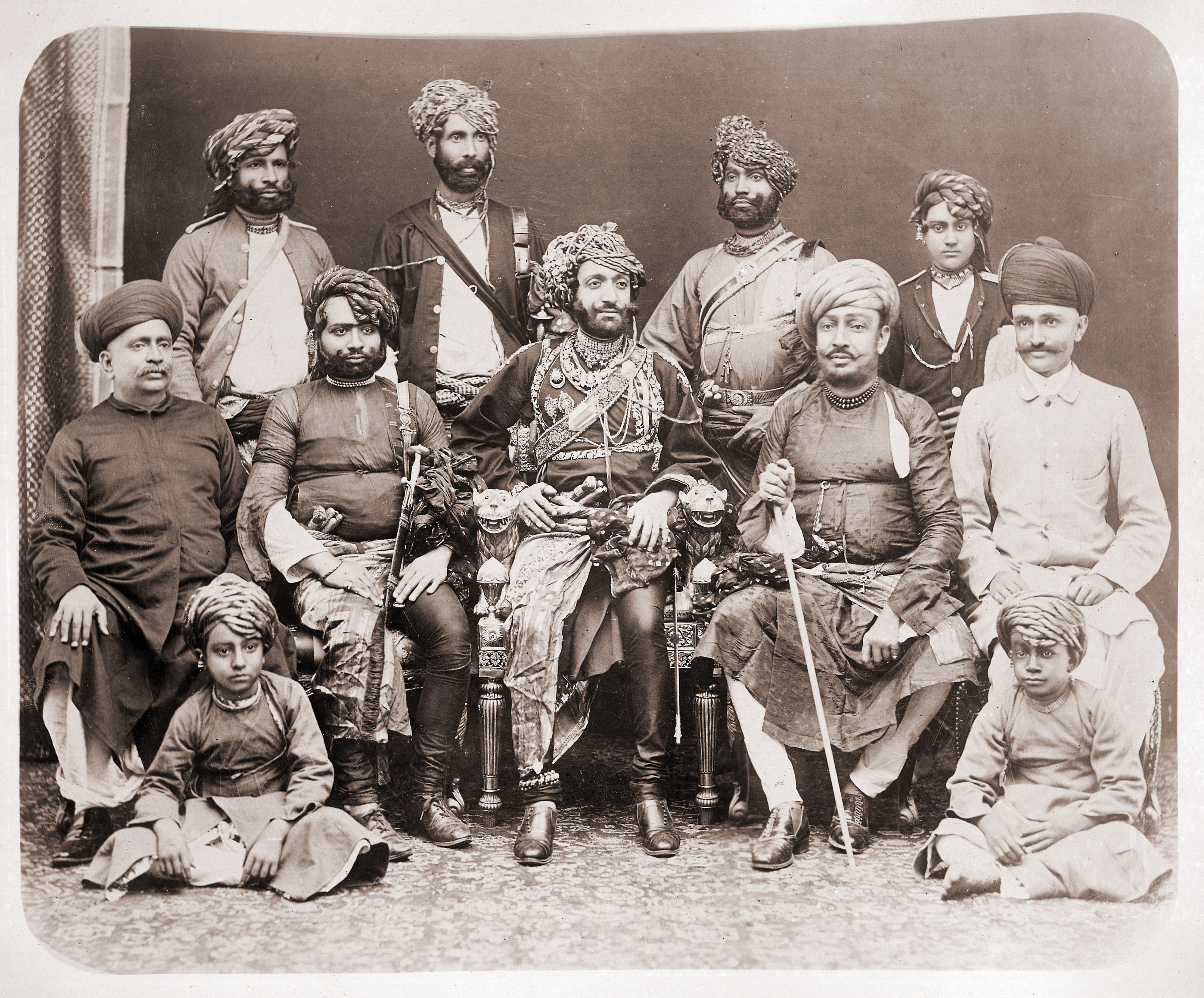
Bahadur Khanji III (1882-1892)
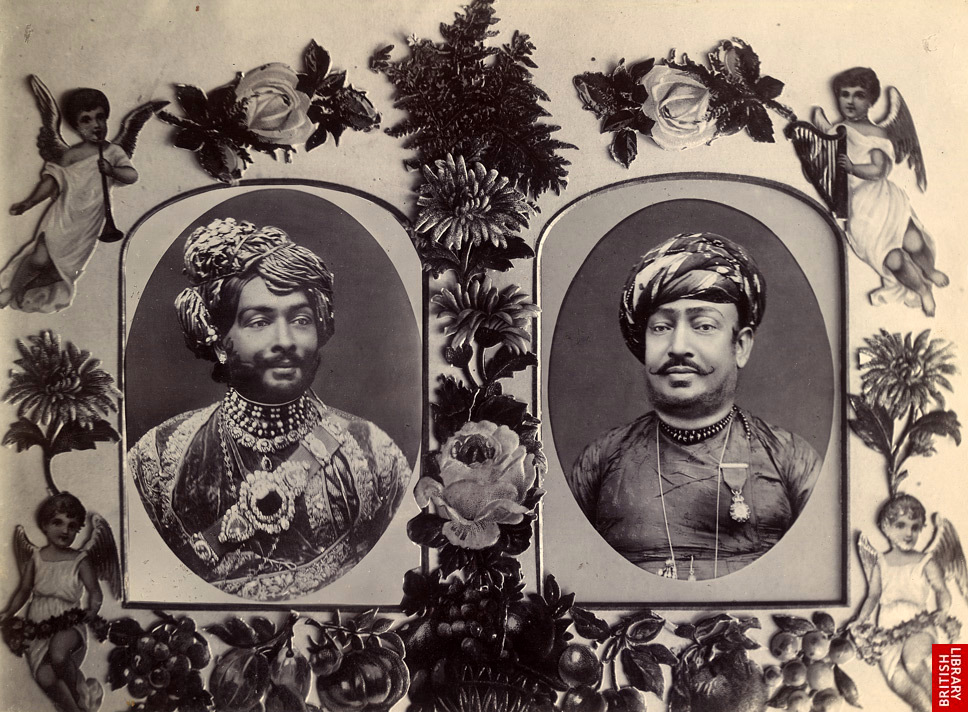
Mohammad Rasul Khanji